# Basidiodendron cremeum
Basidiodendron cremeum är en svampart som först beskrevs av Robert Francis Ross McNabb, och fick sitt nu gällande namn av K. Wells & Raitv. 1975. Basidiodendron cremeum ingår i släktet Basidiodendron, ordningen Auriculariales, klassen Agaricomycetes, divisionen basidiesvampar och riket svampar.   Inga underarter finns listade i Catalogue of Life.